# Морозов, Николай Андреевич (хоккейный судья)
Николай Андреевич Морозов (13 января 1928) — советский хоккейный судья всесоюзного (1964) и международного (1969) уровня.

## Биография
Родился 13 января 1928 года.
После окончания средней школы пошёл в ВУЗ на инженера, и успешно окончил институт.
Занимался судейством с 1956 года, начиная с 1960 года судил матчи высшей лиги. С 1969 по 1976 гг. был признан лучшим хоккейным судьёй СССР. Являлся членом судейской коллегии Москвы по хоккею с шайбой.